# Reino Unido en los Juegos Paralímpicos de Barcelona 1992
El Reino Unido estuvo representado en los Juegos Paralímpicos de Barcelona 1992 por un total de 208 deportistas, 156 hombres y 52 mujeres.

## Medallistas
El equipo paralímpico británico obtuvo las siguientes medallas:
| Nombre                                                     | Deporte                    | Evento                             |
| ---------------------------------------------------------- | -------------------------- | ---------------------------------- |
| Oro                                                        |                            |                                    |
| Tanni Grey                                                 | Atletismo                  | 100 m TW3 femenino                 |
| Tanni Grey                                                 | Atletismo                  | 200 m TW3 femenino                 |
| Tanni Grey                                                 | Atletismo                  | 400 m TW3 femenino                 |
| Tanni Grey                                                 | Atletismo                  | 800 m TW3 femenino                 |
| Caroline Innes                                             | Atletismo                  | 100 m C5-6 femenino                |
| Esther Cruice                                              | Atletismo                  | 400 m C7-8 femenino                |
| Andrew Hodge                                               | Atletismo                  | 100 m TW3 masculino                |
| Noel Thatcher                                              | Atletismo                  | 1500 m B2 masculino                |
| John Nethercott                                            | Atletismo                  | 1500 m C7-8 masculino              |
| Robert Matthews                                            | Atletismo                  | 5000 m B1 masculino                |
| Stephen Brunt                                              | Atletismo                  | Maratón B2 masculino               |
| Mark Farnell                                               | Atletismo                  | Maratón B3 masculino               |
| Paul Williams                                              | Atletismo                  | Jabalina C5 masculino              |
| Michael Walker                                             | Atletismo                  | Peso C3-4 masculino                |
| Terence Hopkins                                            | Atletismo                  | Peso THW5 masculino                |
| Janice Burton                                              | Natación                   | 50 m libre B1 femenino             |
| Janice Burton                                              | Natación                   | 100 m espalda B1 femenino          |
| Janice Burton                                              | Natación                   | 200 m estilos B1 femenino          |
| Sarah Bailey                                               | Natación                   | 100 m espalda S10 femenino         |
| Sarah Bailey                                               | Natación                   | 200 m estilos SM10 femenino        |
| Tara Flood                                                 | Natación                   | 50 m braza SB2 femenino            |
| Clare Bishop                                               | Natación                   | 50 m libre S9 femenino             |
| Christopher Holmes                                         | Natación                   | 50 m libre B2 masculino            |
| Christopher Holmes                                         | Natación                   | 200 m libre B2 masculino           |
| Christopher Holmes                                         | Natación                   | 400 m libre B2 masculino           |
| Christopher Holmes                                         | Natación                   | 100 m espalda B2 masculino         |
| Christopher Holmes                                         | Natación                   | 200 m espalda B2 masculino         |
| Christopher Holmes                                         | Natación                   | 200 m estilos B2 masculino         |
| Peter Hull                                                 | Natación                   | 50 m espalda S2 masculino          |
| Peter Hull                                                 | Natación                   | 50 m libre S2 masculino            |
| Peter Hull                                                 | Natación                   | 100 m libre S2 masculino           |
| David Moreton                                              | Natación                   | 100 m mariposa S10 masculino       |
| David Moreton                                              | Natación                   | 400 m libre S10 masculino          |
| Iain Mathew                                                | Natación                   | 100 m braza SB8 masculino          |
| Tommy Hunter                                               | Natación                   | 50 m espalda S3 masculino          |
| William McQueen                                            | Natación                   | 50 m libre S5 masculino            |
| Paul Noble                                                 | Natación                   | 200 m estilos SM10 masculino       |
| Phillip Evans James Rawson Neil Robinson                   | Tenis de mesa              | Equipo 3 masculino                 |
| Deanna Coates                                              | Tiro                       | Rifle de aire de pie SH1-3 mixto   |
| Simon Jackson                                              | Yudo                       | –71 kg masculino                   |
| Plata                                                      |                            |                                    |
| Esther Cruice                                              | Atletismo                  | 100 m C7-8 femenino                |
| Esther Cruice                                              | Atletismo                  | 200 m C7-8 femenino                |
| Tracey Hinton                                              | Atletismo                  | 200 m B1 femenino                  |
| Tracey Hinton                                              | Atletismo                  | 400 m B1 femenino                  |
| Sharon Bolton                                              | Atletismo                  | 400 m B3 femenino                  |
| Tanni Grey Rosemary Hill Yvonne Holloway Tracy Lewis       | Atletismo                  | 4 × 100 m TW3-4 femenino           |
| Nigel Coultas                                              | Atletismo                  | 100 m TS4 masculino                |
| Nigel Coultas                                              | Atletismo                  | 200 m TS4 masculino                |
| Nigel Coultas                                              | Atletismo                  | 400 m TS4 masculino                |
| Ian Hayden                                                 | Atletismo                  | Jabalina THW6 masculino            |
| Ian Hayden                                                 | Atletismo                  | Peso THW6 masculino                |
| Paul Hughes                                                | Atletismo                  | 100 m C5 masculino                 |
| Robert Matthews                                            | Atletismo                  | 800 m B1 masculino                 |
| Mark Farnell                                               | Atletismo                  | 5000 m B3 masculino                |
| Terence Hopkins                                            | Atletismo                  | Disco THW5 masculino               |
| Shane Grenfell                                             | Atletismo                  | Jabalina C5 masculino              |
| Gary Gardner                                               | Atletismo                  | Maza C6 masculino                  |
| Jonathan Ward                                              | Atletismo                  | Peso B3 masculino                  |
| Andrew Curtis Robert Latham Brinley Reynolds Mark Whiteley | Atletismo                  | 4 × 100 m B1-B3 masculino          |
| Noel Thatcher Simon Butler Andrew Curtis Mark Whiteley     | Atletismo                  | 4 × 400 m B1-B3 masculino          |
| Nicholas Slater                                            | Levantamiento de potencia  | –90 kg masculino                   |
| Janice Burton                                              | Natación                   | 100 m mariposa B1 femenino         |
| Janice Burton                                              | Natación                   | 100 m libre B1 femenino            |
| Janice Burton                                              | Natación                   | 400 m libre B1 femenino            |
| Beverley Gull                                              | Natación                   | 50 m libre S7 femenino             |
| Beverley Gull                                              | Natación                   | 400 m libre S7 femenino            |
| Clare Bishop                                               | Natación                   | 100 m espalda S9 femenino          |
| Clare Bishop                                               | Natación                   | 100 m libre S9 femenino            |
| Margaret McEleny                                           | Natación                   | 100 m braza SB3 femenino           |
| Tara Flood                                                 | Natación                   | 100 m libre S3-4 femenino          |
| Sarah Bailey                                               | Natación                   | 400 m libre S10 femenino           |
| Janice Danby Janice Burton Judith Jones Heather Millar     | Natación                   | 4 × 100 m libre B1-3 femenino      |
| Beverley Gull Clare Bishop Sarah Bailey Victoria Sims      | Natación                   | 4 × 100 m libre S7-10 femenino     |
| Janice Danby Louise Byles Tracey Jones Heather Millar      | Natación                   | 4 × 100 m estilos B1-3 femenino    |
| Beverley Gull Clare Bishop Sarah Bailey Victoria Sims      | Natación                   | 4 × 100 m estilos S7-10 femenino   |
| James Anderson                                             | Natación                   | 50 m espalda S2 masculino          |
| James Anderson                                             | Natación                   | 50 m libre S2 masculino            |
| James Anderson                                             | Natación                   | 100 m libre S2 masculino           |
| Paul Noble                                                 | Natación                   | 100 m braza SB9 masculino          |
| Paul Noble                                                 | Natación                   | 400 m libre S10 masculino          |
| Marc Woods                                                 | Natación                   | 100 m espalda S10 masculino        |
| Tommy Hunter                                               | Natación                   | 100 m libre S3 masculino           |
| Tim Reddish                                                | Natación                   | 100 m mariposa B1-2 masculino      |
| Ian Sharpe                                                 | Natación                   | 100 m mariposa B3 masculino        |
| Kenneth Cairns                                             | Natación                   | 150 m estilos SM3 masculino        |
| Christopher Holmes                                         | Natación                   | 400 m estilos B1-2 masculino       |
| Neil Robinson                                              | Tenis de mesa              | Individual 3 masculino             |
| Bronce                                                     |                            |                                    |
| Sharon Bolton                                              | Atletismo                  | 100 m B3 femenino                  |
| Sharon Bolton                                              | Atletismo                  | 200 m B3 femenino                  |
| Tracey Hinton                                              | Atletismo                  | 100 m B1 femenino                  |
| Ethel Elaine Ord                                           | Atletismo                  | Peso THW7 femenino                 |
| Robert Latham                                              | Atletismo                  | Salto de longitud B1 masculino     |
| Robert Latham                                              | Atletismo                  | Triple salto B1 masculino          |
| Chris Hallam                                               | Atletismo                  | 100 m TW3 masculino                |
| Stuart Braye                                               | Atletismo                  | 400 m TS2 masculino                |
| Noel Thatcher                                              | Atletismo                  | 800 m B2 masculino                 |
| John Nethercott                                            | Atletismo                  | 800 m C7-8 masculino               |
| Robert Matthews                                            | Atletismo                  | 1500 m B1 masculino                |
| Anthony Hamilton                                           | Atletismo                  | 1500 m B3 masculino                |
| Kevan Baker                                                | Atletismo                  | Disco THW6 masculino               |
| Kenny Churchill                                            | Atletismo                  | Jabalina C7 masculino              |
| David Plowright                                            | Atletismo                  | Jabalina THW7 masculino            |
| Ernest Guild                                               | Atletismo                  | Peso THW7 masculino                |
| Jack Bradley Kevin Davies Brian Dickinson David Heaton     | Esgrima en silla de ruedas | Sable por equipos masculino        |
| Anthony Peddle                                             | Halterofilia               | –65 kg masculino                   |
| Tracey Jones                                               | Natación                   | 200 m espalda B1-2 femenino        |
| Tracey Jones                                               | Natación                   | 400 m estilos B1-3 femenino        |
| Dianne Barr                                                | Natación                   | 100 m espalda S10 femenino         |
| Tara Flood                                                 | Natación                   | 50 m libre S3-4 femenino           |
| Beverley Gull                                              | Natación                   | 100 m libre S7 femenino            |
| Sarah Bailey                                               | Natación                   | 100 m libre S10 femenino           |
| Mary Ann Low                                               | Natación                   | 400 m libre B1 femenino            |
| Louise Byles                                               | Natación                   | 200 m estilos B1 femenino          |
| Tara Flood Margaret McEleny Jane Stidever Jeanette Esling  | Natación                   | 4 × 50 m estilos S1-6 femenino     |
| Alan McGregor                                              | Natación                   | 50 m espalda S2 masculino          |
| Alan McGregor                                              | Natación                   | 50 m libre S2 masculino            |
| Alan McGregor                                              | Natación                   | 100 m libre S2 masculino           |
| Tommy Hunter                                               | Natación                   | 50 m libre S3 masculino            |
| Tim Reddish                                                | Natación                   | 100 m libre B2 masculino           |
| David Moreton                                              | Natación                   | 100 m libre S10 masculino          |
| Paul Noble                                                 | Natación                   | 100 m mariposa S10 masculino       |
| Kevin Walsh William McQueen Andrew Stubbs Mark Butler      | Natación                   | 4 × 50 m libre S1-6 masculino      |
| Arnie Chan                                                 | Tenis de mesa              | Individual 4 masculino             |
| David Hope David Young                                     | Tenis de mesa              | Equipo 8 masculino                 |
| Robert Cooper                                              | Tiro                       | Rifle de aire de pie SH1 masculino |
| Kevin John Hyde                                            | Tiro                       | Rifle de aire 3 × 40 m SH4 mixto   |
| John Campbell                                              | Tiro                       | English Match SH1-3 mixto          |
| Michael Murch                                              | Yudo                       | –65 kg masculino                   |